# Alfabet ciríl·lic moldau
L'alfabet ciríl·lic moldau és un alfabet ciríl·lic dissenyat per a l'idioma romanès a la Moldàvia dins la Unió Soviètica i va ser utilitzat oficialment des de 1924 fins a 1932 i des de 1938 fins a 1989 (i encara s'usa avui dia a la regió moldava de Transnístria).

## Història
Fins al segle xix, el moldau/romanès solia escriure's usant una variant local de l'alfabet ciríl·lic. Una variant basada en l'escriptura civil russa reformada, introduïda per primera vegada a finals del segle xviii, es va generalitzar a Bessaràbia després de la seva annexió a l'Imperi rus, mentre que la resta del Principat de Moldàvia va canviar gradualment a un alfabet llatí, adoptat en el seu unió amb Valaquia va donar lloc a la creació de Romania.

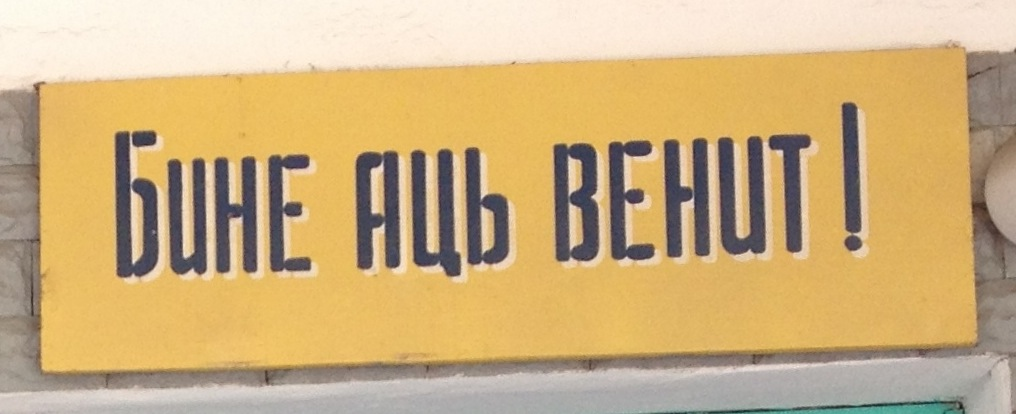
Rètol de «Benvingut» (Bine ați venit!) escrit en moldau ciríl·lic, Tiraspol, Transnistria, 2012.

L'alfabet ciríl·lic moldau es va introduir a principis de la dècada de 1920, en l'aposta soviètica per estandarditzar l'ortografia de moldau/romanès a la República Socialista Soviètica de Moldàvia, al mateix temps promovent objectius polítics marcant una clara distinció de l'ortografia romanesa "burgesa" basada en el romanès introduïda a Romania a la dècada de 1860. Com en el cas d'altres idiomes ciríl·lics a la Unió Soviètica, com el rus, l'ucraïnès o el belarús, es van eliminar els caràcters obsolets i redundants en un esforç per simplificar l'ortografia i augmentar l'alfabetització. Va ser abandonat per un alfabet basat en el llatí durant la campanya de llatinització a tota la Unió el 1932. La seva reintroducció va ser decidida pel Comitè Executiu Central de la República Socialista Soviètica Autònoma de Moldàvia el 19 de maig de 1938, encara que amb una ortografia més semblant a l'estàndard rus. Després de l'ocupació soviètica de Bessaràbia i el nord de Bucovina, es va establir com l'alfabet oficial de la República Socialista Soviètica de Moldàvia fins a 1989, quan una llei va tornar a l'alfabet romanès, estàndard i de base llatina.
Hi va haver diverses sol·licituds per tornar a l'alfabet llatí, que es considerava "més adequat per al nucli romanç de la llengua" a la República Socialista Soviètica de Moldàvia. El 1965, les demandes del III Congrés d'Escriptors de la Moldàvia Soviètica van ser rebutjades pels dirigents del Partit Comunista, considerant-se el reemplaçament "contrari als interessos del poble moldau i no que no reflecteix les seves aspiracions i esperances".
L'alfabet ciríl·lic de Moldàvia continua sent l'alfabet oficial i l'únic acceptat a Transnistria per a aquest idioma.

## Descripció
Totes les lletres d'aquest alfabet menys una es poden trobar a l'alfabet rus modern, amb l'excepció del caràcter zhe (ж) amb breu: Ӂ ӂ (U + 04C1, U + 04C2).
El quadre següent mostra l'alfabet ciríl·lic moldau en comparació amb l'alfabet llatí actualment en ús. Els valors de l'AFI es donen per a l'estàndard literari posterior al 1957.
| Lletra ciríl·lica: | Equivalent llatí actual: | Nom          | Segons allò emprat en aquest context:                            | AFI                                                      |
| ------------------ | ------------------------ | ------------ | ---------------------------------------------------------------- | -------------------------------------------------------- |
| А а                | a                        | а            |                                                                  | /a/                                                      |
| Б б                | b                        | бе           |                                                                  | /b/                                                      |
| В в                | v                        | ве           |                                                                  | /v/                                                      |
| Г г                | g, gh                    | ге           | gh s'usa abans d'i o e, en un altre lloc g                       | /g/                                                      |
| Д д                | d                        | де           |                                                                  | /d/                                                      |
| Е е                | e, ie                    | е            | ie després d'una vocal o si s'alterna amb ia, en un altre lloc e | /e/, /je/                                                |
| Ж ж                | j                        | же           |                                                                  | /ʒ/                                                      |
| Ӂ ӂ                | g, ge, gi                | ӂе           | g abans d'i i e, ge abans d'a, gi en un altre lloc               | /dʒ/                                                     |
| З з                | z                        | зе           |                                                                  | /z/                                                      |
| И и                | i, ii                    | и            | ii es fa servir al final de la paraula, i en un altre lloc       | /i/                                                      |
| Й й                | i                        | и скурт      | abans i després de vocals                                        | /j/                                                      |
| К к                | c, ch                    | ка           | ch abans d'i i e, c en un altre lloc                             | /k/                                                      |
| Л л                | l                        | ле           |                                                                  | /l/                                                      |
| М м                | m                        | ме           |                                                                  | /m/                                                      |
| Н н                | n                        | не           |                                                                  | /n/                                                      |
| О о                | o                        | о            |                                                                  | /o/                                                      |
| П п                | p                        | пе           |                                                                  | /p/                                                      |
| Р р                | r                        | ре           |                                                                  | /r/                                                      |
| С с                | s                        | се           |                                                                  | /s/                                                      |
| Т т                | t                        | те           |                                                                  | /t/                                                      |
| У у                | u                        | у            |                                                                  | /u/                                                      |
| Ф ф                | f                        | фе           |                                                                  | /f/                                                      |
| Х х                | h                        | ха           |                                                                  | /h/                                                      |
| Ц ц                | ț                        | це           |                                                                  | /ts/                                                     |
| Ч ч                | c, ce, ci                | че           | c abans d'i i e, ce abans de a, ci en un altre lloc              | /tʃ/                                                     |
| Ш ш                | ș                        | ше           |                                                                  | /ʃ/                                                      |
| Ы ы                | â, î                     | ы            | â e î                                                            | /ɨ/                                                      |
| Ь ь                | i                        | семнул моале | Al final d'una paraula (generalment)                             | /ʲ/ (és a dir, palatalització de la consonant precedent) |
| Э э                | ă                        | э            |                                                                  | /ə/                                                      |
| Ю ю                | iu                       | ю            |                                                                  | /ju/, /ʲu/                                               |
| Я я                | ea, ia                   | я            | ea després d'una consonant o e, ia en un altre lloc              | /ja/, /ʲa/                                               |